# Marc Macédot
Marc Macédot (* 15. September 1988 in Garges-lès-Gonesse) ist ein ehemaliger französischer Leichtathlet, der sich auf den Sprint spezialisiert hat. Seinen größten Erfolg feierte er mit dem Gewinn der Goldmedaille über 4-mal 400 Meter bei den Halleneuropameisterschaften 2011 in Paris.

## Sportliche Laufbahn
Erste internationale Erfahrungen sammelte Marc Macédot im Jahr 2011, als er bei den Halleneuropameisterschaften in Paris mit der französischen 4-mal-400-Meter-Staffel in 3:06,17 min gemeinsam mit Leslie Djhone, Mamoudou Hanne und Yoann Décimus die Goldmedaille gewann. Im Jahr darauf belegte er bei den Europameisterschaften in Helsinki in 3:03,04 min den sechsten Platz im Staffelbewerb und 2017 beendete er seine aktive sportliche Karriere im Alter von 29 Jahren.

## Persönliche Bestleistungen
- 400 Meter: 45,99 s, 7. Juni 2013 in Saint-Denis
  - 400 Meter (Halle): 46,72 s, 20. Februar 2011 in Aubière